# 100엔 버스

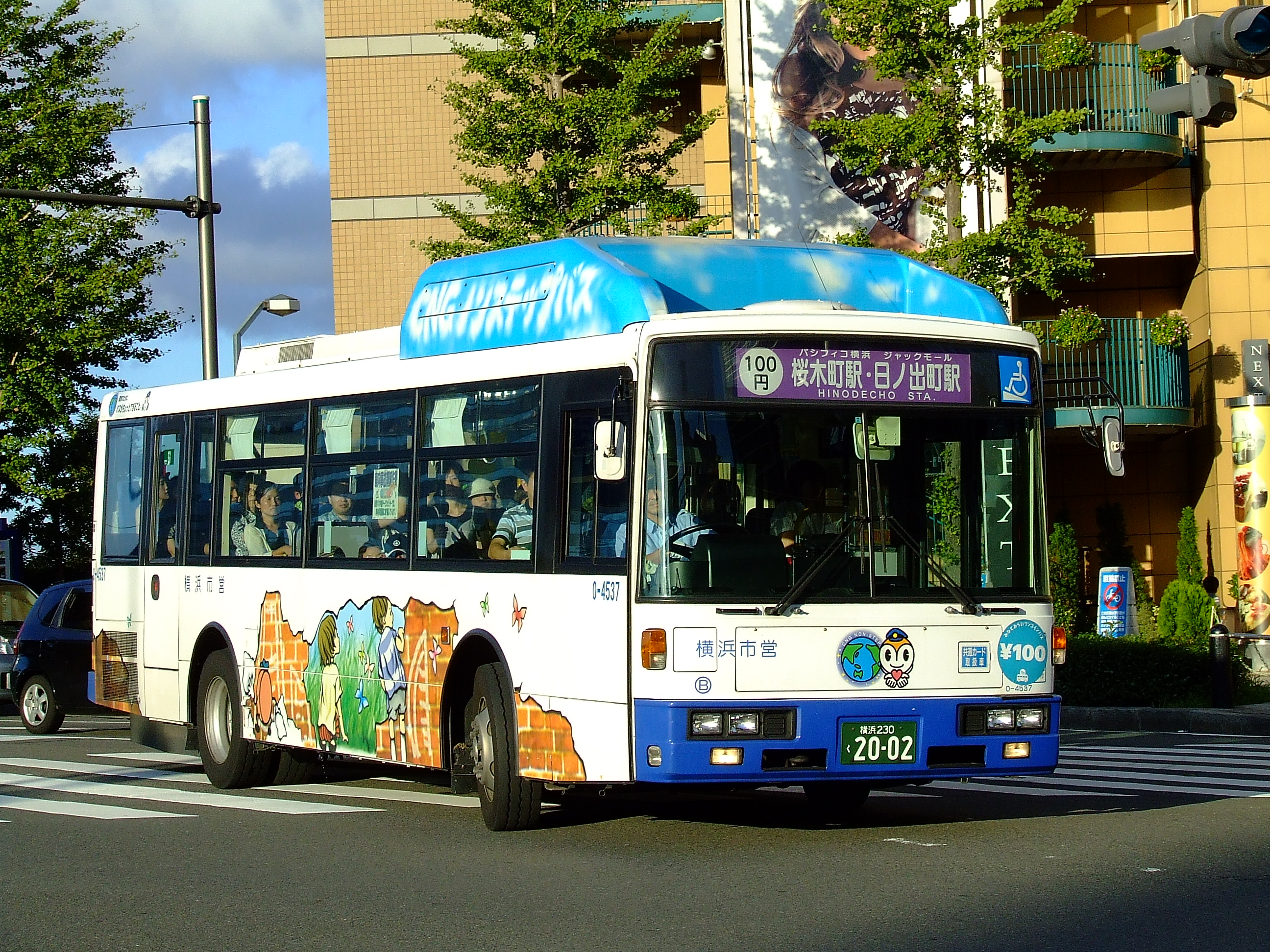
요코하마시 교통국 미나토미라이 100엔 버스

100엔 버스(일본어: 100円バス) 또는 원 코인 버스(일본어: ワンコインバス)는 일본의 버스 종류 중 하나이다. 노선 버스의 노선에 있어서 운임이 100엔인 것을 의미한다. 노선 전 구간에 있어서 운임을 100엔으로 하는 경우를 100엔 버스라고 부르는 것이 일반적이지만, 구간이나 거리를 한정해 운임을 100엔으로 하는 경우도 있다.